# Kong Xueer
Kong Xueer (chinês tradicional: 孔雪兒, chinês simplificado: 孔雪儿, pinyin: Kǒng xuě er, nascida em 30 de abril de 1996), também conhecida como Snow Kong ou Sherry Kong, é uma cantora, atriz, dançarina, rapper e compositora chinesa. Kong é ex-integrante dos girl groups Ladybees e THE9.

## Nome
Nascida em 30 de abril de 1996 como Kong Xue, a mesma mudou legalmente seu nome para Kong Xueer durante a juventude, por achar o anterior muito curto.

## Carreira

### Pré-estréia
Em 2012, Kong participou de um show de talentos organizado pela JYP Entertainment na Coreia do Sul e se tornou uma trainee da agência. Em 2015, a mesma foi considerada uma possível participante do survival show Sixteen, feito pela agência, porém, Kong deixou a mesma para retornar à China e participar de programas de talento chineses para aprimorar suas habilidades.

### 2015-2019: Estréia como parte do Ladybees
Em 2015, ela participou do programa Ladybees da Zhejiang satellite TV, que atraiu a atenção dos internautas após a transmissão. Em 28 de maio de 2016, Kong se destacou na batalha final e se tornou a center do grupo Ladybees, tendo sua estréia oficial; em junho do mesmo ano, o grupo lançou seu primeiro mini álbum "Lady bees". Em 30 de março de 2017, o Ladybees lançou seu primeiro álbum "GPS sealing order"; em 25 de abril, elas ganharam o prêmio Grupo Feminino Popular Supernova do "Most Influential Star Award Ceremony". Em outubro, ela estrelou o filme "Wangfu Beautiful Girl".
Em março de 2018, Kong participou no reality show de dança da iQiyi Hot Blood DanceCrew.
Em 2019, Xueer deixou o grupo Ladybees sem maiores explicações.

### 2020-2022: Youth With You 2, estréia com THE9 e foco na atuação
Em 12 de março de 2020, ela se tornou participante do survival show Youth With You 2 da emissora chinesa iQiyi, terminando em oitavo lugar com 4.001.966 votos e se tornando integrante do grupo temporário THE9.
Em 30 de julho de 2020, foi lançado o drama The Wood, da emissora chinesa iQiyi, que contou com Kong como protagonista, sendo seu primeiro papel em uma série televisiva.
No dia 21 de dezembro de 2020 foi anunciado que Kong teria sua primeira música solo, 'Call Me By My Name', como parte do primeiro álbum de estúdio do THE9, tendo a cantora como parte dos compositores da canção.
Em 20 de março de 2021, Xueer foi anunciada como Si Yan, a protagonista do drama Sassy Beauty da emissora chinesa iQIYI, baseado na web novel chinesa The Beauty Blogger, o mesmo ainda não possui data de lançamento. No dia 25 de maio foram finalizadas as filmagens do drama.
Em setembro de 2021 foi anunciado que Kong seria a protagonista do novo drama da iQiyi,  明媒善娶.
No dia 5 de dezembro de 2021, Kong deixou de ser integrante do THE9 com o fim do grupo.
No dia 14 de janeiro de 2022 foi lançado o drama Sassy Beauty.
Em 31 de janeiro de 2023 foi anunciado a participação especial de Kong em The Prisoner of Beauty como a personagem Zheng Chuyu. Em 1 de junho de 2023 foi ao ar o drama Mr. Insomnia Waiting For Love.

## Discografia
| Ano  | Nome               | Álbum  | Nota                                                      |
| ---- | ------------------ | ------ | --------------------------------------------------------- |
| 2020 | Call Me By My Name | MatriX | Música solo presente no primeiro álbum de estúdio do THE9 |

### Trilhas sonoras
| Ano  | Nome     | Filme ou série           |
| ---- | -------- | ------------------------ |
| 2022 | 练爱秘笈 | Wu Fei Shi Lian Ai Er Yi |

## Filmografia

### Filmes
| Ano  | Título em inglês      | Título em mandarim | Papel     |
| ---- | --------------------- | ------------------ | --------- |
| 2017 | Wangfu Beautiful Girl | 旺夫美少女         | Joanna    |
| 2018 | Ladybees              | 蜜蜂少女队大电影   | Ela mesma |
| 2018 | Ladybees 2            | 蜜蜂少女队大电影2  | Ela mesma |
| 2019 | Ladybees 3            | 蜜蜂少女队大电影3  | Ela mesma |

### Séries
| Ano  | Título em inglês              | Título em mandarim | Papel             | Emissora | Notas                            |
| ---- | ----------------------------- | ------------------ | ----------------- | -------- | -------------------------------- |
| 2020 | The Wood                      | 一根木头           | Du Xinyue         | iQIYI    | Papel principal                  |
| 2022 | Sassy Beauty                  | 潇洒佳人淡淡妆     | Si Yan            | iQIYI    | Papel principal                  |
| 2022 | Wu Fei Shi Lian Ai Er Yi      | 无非是恋爱而已     | Lin Xiaoyu        | -        | Papel principal, série do Douyin |
| 2023 | Mr. Insomnia Waiting For Love | 香蕉先生不睡觉     | Lu Entong         | Youku    | Papel principal                  |
| 2024 | The Soulmate                  | 甜心萌探           | Nan You           | WeTV     | Papel principal                  |
| TBA  | Better Halves                 | 明媒善娶           | Shi Fa Ke         | iQIYI    | Papel principal                  |
| TBA  | The Prisoner of Beauty        | 折腰               | Zheng Chuyu       | WeTV     | Participação especial            |
| TBA  | Legend of the Female General  | 锦月如歌           | Jovem Mu Hong Jin | WeTV     | -                                |
| TBA  | The Land of Warriors          | 斗罗大陆2          | Zhu Zhu Qing      | WeTV     | -                                |
| TBA  | Blossom                       | 九重紫             | Miao An Su        |          | -                                |
| TBA  | The Double                    |                    |                   |          | -                                |

### Programas televisivos
| Ano  | Título em inglês             | Título em mandarim |
| ---- | ---------------------------- | ------------------ |
| 2016 | Ladybees                     | 蜜蜂少女队         |
| 2018 | Hot Blood Dance Crew         | 热血街舞团         |
| 2020 | Youth With You 2             | 青春有你第二季     |
| 2020 | Let's Party                  | 非日常派对         |
| 2020 | Treasured Village            | 宝藏般的乡村       |
| 2020 | iQiyi Sports Meeting         | 青春运动会         |
| 2022 | Masked Dancing King Season 3 | 蒙面舞王第三季     |
| 2023 | 1+1 Live                     | -                  |
| 2023 | Duel of Kung Fu              | 来者何人           |